# جيسي مونرو نولز
جيسي مونرو نولز (بالإنجليزية: Jesse Monroe Knowles)‏ هو شخصية أعمال وسياسي أمريكي، ولد في 23 يوليو 1919 في ميريفيل في الولايات المتحدة، وتوفي في 23 أبريل 2006. حزبياً، نشط في الحزب الديمقراطي والحزب الجمهوري. وقد انتخب عضو مجلس ولاية لويزيانا وانتخب عضو مجلس نواب لويزيانا.